# Европско првенство у атлетици на отвореном 1938 — скок увис за мушкарце
Такмичење у скоку увис у мушкој конкуренцији на 2. Европском првенству у атлетици 1938. одржано је 5. септембра на стадиону Коломб у Паризу.
Титулу освојену на 1. Европском првенству 1934. у Торину бранио је Калеви Коткас из Финске

## Земље учеснице
Учествовало је 14. такмичара из 11 земаља.
1. Белгија  (1)
2. Ирска  (1)
3. Италија  (1)
4. Луксембург  (1)
5. Мађарска (1)
6. Норвешка (1)
7. Уједињено Краљевство (1)
8. Финска  (2)
9. Француска  (2)
10. Чехословачка  (1)
11. Шведска (2)

## Рекорди
| Рекорди пре почетка Европског првенства 1938. | Рекорди пре почетка Европског првенства 1938. | Рекорди пре почетка Европског првенства 1938. | Рекорди пре почетка Европског првенства 1938. | Рекорди пре почетка Европског првенства 1938. |
| --------------------------------------------- | --------------------------------------------- | --------------------------------------------- | --------------------------------------------- | --------------------------------------------- |
| Светски рекорд                                | Мелвин Вокер Сједињене Америчке Државе        | 2,09                                          | Малме, Шведска                                | 12. јул 1937.                                 |
| Европски рекорд                               | Калеви Коткас Финска                          | 2,04                                          | Гетеборг, Шведска                             | 1. септембар 1936.                            |
| Рекорди Европских првенстава                  | Калеви Коткас Финска                          | 2,00                                          | Торино, Италија                               | 7. септембар 1934.                            |

## Освајачи медаља
|                        |                      |                     |
| Курт Лундквист Шведска | Калеви Коткас Финска | Лаури Калима Финска |

## Резултати

### Финале
| Пласман | Такмичар        | Земља                | Време | Белешке |
| ------- | --------------- | -------------------- | ----- | ------- |
|         | Курт Лундквист  | Шведска              | 1,97  | ЛР      |
|         | Калеви Коткас   | Финска               | 1,94  |         |
|         | Лаури Калима    | Финска               | 1,94  | ЛР      |
| 4.      | Оке Едмарк      | Шведска              | 1,90  |         |
| 4.      | Ерик Стај       | Норвешка             | 1,90  |         |
| 6.      | Жан Моару       | Француска            | 1,85  | ЛР      |
| 6       | Хјуберт Стабс   | Уједињено Краљевство | 1,85  | ЛР      |
| 8.      | Јанош Черна     | Мађарска             | 1,85  | ЛР      |
| 9.      | Josef Cespiva   | Чехословачка         | 1,80  | ЛР      |
| 9.      | Jacques Mantran | Француска            | 1,80  | ЛР      |
| 9.      | Руђеро Бјанкани | Италија              | 1,80  | ЛР      |
| 12.     | O'Rafferty      | Ирска                | 1,80  | ЛР      |
| 13.     | Wim Spanjerdt   | Белгија              | 1.80  | ЛР      |
| 14.     | J Wege          | Луксембург           | 1,70  | ЛР      |

## Укупни биланс медаља у скоку увис за мушкарце после 2. Европског првенства 1934—1938.
|    | Земља      |   |   |   |   |
| -- | ---------- | - | - | - | - |
| 1. | Финска     | 1 | 1 | 2 | 4 |
| 2. | Шведска    | 1 | 0 | 0 | 1 |
| 3, | Норвешка   | 0 | 1 | 0 | 1 |
|    | Укупно {3} | 2 | 2 | 2 | 6 |

|    | Атлетичар     | Земља  |   |   |   |   |
| -- | ------------- | ------ | - | - | - | - |
| 1. | Калеви Коткас | Финска | 1 | 1 | 0 | 2 |